# 방과 후 미드나이터즈
방과 후 미드나이터즈(放課後ミッドナイターズ)는 2012년 개봉한 일본의 애니메이션 영화이다.

## 줄거리
출입이 금지된 명문 세인트 클레어 초등학교 과학실에 몰래 들어간 유치원생 마코와 미코 그리고 무츠코는 유리 케이스 안에 들어있는 인체 모형을 발견한다. 그리고 못 생겼다며 인체모형을 온갖 기술을 발휘하여 꾸며준다. 이에 낮에는 움직일 수 없지만 밤에는 움직일 수 있는 인체모형 큔스트리크는 해골 표본 고스와 함께 복수를 계획한다.

## 출연진
- 야마데라 코이치 - 큔스트리크 역
- 타구치 히로마사 - 고스 역
- 토마츠 하루카 - 마코 역
- 우란 사키코 - 미코 역
- 코토부키 미나코 - 무츠코 역
- 이세 마리야
- 챠후린
- 고우다 호즈미
- 코스기 쥬로타
- 구로다 유우키